# Tipula (Acutipula) stenacantha
Tipula (Acutipula) stenacantha is een tweevleugelige uit de familie langpootmuggen (Tipulidae). De soort komt voor in het Palearctisch en Oriëntaals gebied.